# 3769 Arthurmiller
3769 Arthurmiller è un asteroide della fascia principale. Scoperto nel 1967, presenta un'orbita caratterizzata da un semiasse maggiore pari a 2,2641760 UA e da un'eccentricità di 0,1146914, inclinata di 4,65311° rispetto all'eclittica.
L'asteroide è dedicato allo scrittore statunitense Arthur Miller.